# Свободные избиратели
«Свободные избиратели» (нем. Freie Wähler) — политическая партия Германии, основанная 24 января 2009 года в Вюрцбурге. Также известна как Федеральная ассоциация свободных избирателей (нем. Bundesvereinigung Freie Wähler). Возникла на базе Федеральной ассоциации свободных избирателей Германии (нем. Bundesverband Freie Wähler Deutschland), объединяющей коммунальные группы избирателей. В настоящее время (декабрь 2018) представлена в Европарламенте и Баварском ландтаге (также входит в баварское правительство). Три члена ландтага Мекленбурга-Передней Померании объявили о намерении присоединиться к партии. Партия Бранденбургское объединённое гражданское движение / Свободные избиратели, представленная в ландтаге Бранденбурга, не входит в партию «Свободные избиратели», но сотрудничает с ней.
«Свободные избиратели» — член Европейской демократической партии (EDP), а депутат Европарламента от партии Ульрике Мюллер принадлежит к группе АЛДЕ.

## Идеология и программа
Муниципальная автономия
«Свободные избиратели» за укрепление местного самоуправления и считают в частности, что федеральные и земельные власти ограничивают автономию муниципалитетов. Партия выступает за финансовый суверенитет муниципалитетов. На европейском уровне партия призывает Комитет регионов Евросоюза занять постоянное место в парламенте.
Экономическая и финансовая политика
Партия опасается превращения Евросоюза в «союз долгов» или «союз инфляции», полагая что предыдущая политика евро провалилась. «Свободные избиратели» согласны с углублением ЕС, но только в случае фундаментальной демократизации в интересах граждан с целью построения «не Европы бюрократов, а Европы граждан». Партия также выступает за продвижение региональных экономических моделей, проведение устойчивой бюджетной политики, ужесточения банковского надзора, развитие инфраструктуры сельских районов, продвижение экологически чистых технологий и возобновляемых источников энергии.
Внутренняя политика
Партия выступает развитие прямой демократии, в частности за гражданское участие и референдумы на федеральном уровне, за всеобщие и прямые выборы федеральных президента и премьер-министра, критически относясь к нынешней партийной демократии. По мнению «Свободных избирателей» необходимо ограничить влияние партий и лоббистских групп. Они также призывают к последовательному подходу против организованной преступности и «исчерпания пенитенциарной системы». Полиция и судебная система должны быть усилены и модернизированы.
Образование
Партия призывает перевести рамочную компетенцию системы образования на федеральный уровень.
Политика в отношении беженцев
«Свободные избиратели» требуют ограничения воссоединения семей для лиц, ищущих убежища, и предлагают стимулировать репатриацию, предлагая отказаться от якорных центров и Баварского государственного управления по вопросам убежища. Партия призывает к оказанию помощи беженцам в натуральной форме, а не в виде денежных пособий, а также за сокращений пособий для беженцев, которые не интегрируются.

## История
В 1950-х годах появились первые региональные объединения коммунальных групп свободных избирателей. В 1965 году была основана Федеральная ассоциация свободных избирателей. На протяжении многих лет отдельные провинциальные объединения неоднократно пытались участвовать в парламентские выборы, но без особого успеха. В 1998 году «Свободные избиратели Баварии» решили баллотироваться в ландтаг. Это решение вызвало споры и привело к тому, что некоторые районные ассоциации отказались участвовать в предвыборной кампании, считая приемлемыми для себя только муниципальную сферу деятельности. Согласно законодательству, чтобы принять участие в земельных выборах «Свободным избирателям Баварии» пришлось регистрироваться как партии. На первых для себя выборах они получили 3,7 % голосов, не сумев преодолеть пятипроцентный заградительный барьер. В 2003 году они смогли улучшить свои показатели, набрав 4,1 % голосов.
Другие земельные ассоциации избирателей также в это время с различной степенью успеха участвовали в региональных выборах. Так, в 2001 году группа «Свободные избиратели Рейнланд-Пфальца» получила 2,6 % голосов, а в 2006 году — 1,6 %, что стало их худшим результатом. «Свободные избирателеи Тюрингии» завоевали в 2004 году 2,6 % голосов, «Свободные избиратели Гессена» в 2008 году — 0,9 %, «Свободные избиратели Нижней Саксонии» в том же 20082008 набрали 0,5 %.

### Первые успехи
Наконец, на баварских выборах 2008 года «Свободные избиратели» смогли пройти в земельный парламент, получив 10,2 % голосов избирателей и составив третью по величине фракцию. После успеха в Баварии Федеральная ассоциация свободных избирателей решила принять участие в выборах в Европейский парламент в 2009 году по всей стране. Решение было спорным, в частности, «Свободные избиратели Баден-Вюртемберга» решила выйти из Федеральной ассоциации. Несмотря на внутренний конфликт 24 января 2009 года в Вюрцбурге был сформирован список ассоциации для участия в евровыборах. Главным кандидатом стала Габриэла Паули, ранее влиятельный деятель ХСС. «Свободные избиратели» получили 442 579 голосов (1,7 %) голосов, став таким образом, самой успешной партией из непреодолевших 5-процентный барьер. По итогам европейских выборов 2009 года Федеральная ассоциация свободных избирателей получила право на финансирование со стороны государства, на 2010 год была установлена сумма в размере 79 850,41 евро.
На баварских выборах 2013 года «Свободные избиратели» получили 9,0 % голосов, став третьей по численности силой в ландтаге.
20 февраля 2010 года была официально создана партия «Свободные избиратели». Национальным председателем стал Хуберт Айвангер, который одновременно является председателем федеральной ассоциации, баварской региональной ассоциации, избирательной группы «Свободные избиратели Баварии» и лидером парламентской группы «Свободных избирателей» в ландтаге Баварии. 8 мая 2010 года Земельная ассоциация свободных избирателей Рейнланд-Пфальца стала первым региональным подразделением Федеральной ассоциации свободных избирателей. К апрелю 2013 года во всех 16 землях Германии были созданы земельные ассоциации. В то же время ряд земельных ассоциаций были против участия в федеральной партии. В Баден-Вюртемберге и Сааре местные ассоциации даже подали иски о праве на названия против соответствующих земельных ассоциаций, но проиграли.

### Федеральные выборы 2013
В начале октября 2011 года «Свободные избиратели» приняли участие в федеральных выборах 2013 года. Для этого состоялось окончательно объединение Федеральной ассоциации с группами «Свободных избирателей» Баварии, Гессена и Шлезвиг-Гольштейна. В июле 2012 года партия впервые появилась в общенациональных опросах основных избирательных институтов. YouGov и GMS прогнозировали два процента голосов.
В 2012 году Федеральная ассоциация работала вместе с политической группой «Альтернативный выбор 2013» (нем. Wahlalternative 2013), созданной в 2013 году рядом членов ХДС. На земельных выборах в Нижней Саксонии в 2013 году немецкий экономист и политик Бернд Лукке (член «Альтернативного выбора 2013») баллотировался по списку «Свободных избирателей». Выборы завершились разочаровывающим для партии результатом, за неё проголосовали всего 1,1 % избирателей. На этом сотрудничество закончилось.
Список «Свободных избирателей» на федеральных выборах должен был возглавить юрист и экономист Стефан Верхан, внук Конрада Аденауэра. Ранее он был членом ХДС и покинул эту партию, будучи не согласен с политикой спасения евро. Но 27 марта 2013 года Верхан объявил, что хочет вернуться в ХДС, так как больше не мог «с чистой совестью поддерживать текущие события в партии [свободных избирателей]». После ухода Верхана партия отказалась от идеи общенационального «главного кандидата». В результате были составлены партийные списки во всех 16 федеральных землях, которые были утверждены Федеральной избирательной комиссией 1 августа 2013 года.
Федеральные выборы 2013 года завершились для партии не очень хорошим результатом, ей удалось набрать всего 1,0 % голосов избирателей, став лишь десятой партией страны по популярности.

### Европейский парламент
12 января 2014 года в Эрфурте прошло Федеральное собрании членов партии, на котором главным кандидатом «Свободных избирателей» на выборах в Европаламент стала Ульрике Мюллер.
28 февраля 2014 года главный кандидат «Свободных избирателей» Ульрике Мюллер и заместитель Федерального председателя партии Габи Шмидт были приняты в Брюсселе в качестве отдельных членов Европейской демократической партии. Мюллер объявила о сотрудничестве с ЕДП после европейских выборов. 22 октября 2015 года «Свободные избиратели» стали членами Европейской демократической партии.
25 мая 2014 года за «Свободных избирателей» отдали свои голоса 428 524 избирателей (1,46 %), что позволило Ульрике Мюллер стать депутатом Европейского парламента, где она присоединилась к группе Альянса либералов и демократов за Европу.
В мае 2017 года член Европарламента от Семейной партии Арне Герик объявил о своём выходе из партии и переходе к «Свободным избирателям». В октябре 2018 года он оставил «Свободных избирателей» и вступил в Альянс С.

### Участие в правительстве в Баварии
На баварских выборах 2018 года «Свободные избиратели» смогли вновь стать третьей партией земли, набрав 11,6 % голосов. В результате партия впервые сформировала коалиционное правительство с ХСС. Федеральный председатель «Свободных избирателей» Айвангер стал заместителем премьер-министра.
На земельных выборах в Гессене в том же году «Свободные избиратели» смогли набрать 3,0 % голосов, что стало их лучшим результатом за пределами Баварии. 13 ноября 2018 года «Свободные избиратели Мекленбурга-Передней Померании» и «Граждане Мекленбурга-Передней Померании», дочерней структуры партии «Альтернатива для Германии», заявили о своём слиянии. Три из четырёх депутатов от «Граждан» присоединятся к «Свободным избирателям».

## Земельные ассоциации партии
| Земельная ассоциация | Земельная ассоциация          | Основание Вхождение                                  | Председатель ноябрь 2018 | Численность январь 2013 | Последние выборы в ландтаг | Выборы в Бундестаг 2017 | Выборы в Европарламент 2014 |
| -------------------- | ----------------------------- | ---------------------------------------------------- | ------------------------ | ----------------------- | -------------------------- | ----------------------- | --------------------------- |
|                      | Баден-Вюртемберг              | 21 мая 2010                                          | Клаус Виртвейн           | 118                     | 0,1 % (2016)               | 0,7 %                   | 2,3 %                       |
|                      | Бавария                       | основание: 1998 вхождение: 15 декабря 2011           | Хуберт Айвангер          | 3300                    | 11,6 % (2018)              | 2,7 %                   | 4,3 %                       |
|                      | Берлин                        | 13 декабря 2010                                      | вакантно                 | 54                      | n.a. (2016)                | 0,3 %                   | 0,3 %                       |
|                      | Бранденбург                   | 19 мая 2011                                          | Детлеф Кликс             | 31                      | n.a. (2014)                | 1,2 %                   | 0,8 %                       |
|                      | Бремен                        | 17 октября 2018                                      | Олаф Динне               | ?                       | 0n.a. (2015)               | 0,4 %                   | 0,3 %                       |
|                      | Гамбург                       | 30 октября 2010                                      | Хеннер Кюне              | ?                       | n.a. (2015)                | 0,4 %                   | 0,3 %                       |
|                      | Гессен                        | основание: 4 ноября 2006 вхождение: 2012             | Энгин Эроглу             | 334                     | 3,0 % (2018)               | 0,9 %                   | 0,9 %                       |
|                      | Мекленбург-Передняя Померания | 19 июня 2010                                         | Густав Граф фон Вестарп  | 36                      | 00,6 % (2016)              | 0,8 %                   | 0,7 %                       |
|                      | Нижняя Саксония               | 5 июня 2010                                          | Удо Стресс-Груберт       | 267                     | 00,4 % (2017)              | 0,4 %                   | 0,4 %                       |
|                      | Северный Рейн-Вестфалия       | 10 сентября 2011                                     | Саша Маттерн             | 215                     | 00,39 % (2017)             | 0,3 %                   | 0,4 %                       |
|                      | Рейнланд-Пфальц               | 8 мая 2010                                           | Стефан Вефельшайд        | 189                     | 02,2 % (2016)              | 1,4 %                   | 2,0 %                       |
|                      | Саар                          | 26 августа 2011                                      | Уве А. Каммер            | 84                      | 00,4 % (2017)              | 0,8 %                   | 0,8 %                       |
|                      | Саксония                      | 18 июня 2011                                         | Штеффен Гроссе           | 83                      | 01,6 % (2014)              | 1,1 %                   | 1,6 %                       |
|                      | Саксония-Анхальт              | 12 июня 2010                                         | Эльке Ду Бойс            | 120                     | 02,2 % (2016)              | 1,2 %                   | 1,4 %                       |
|                      | Шлезвиг-Гольштейн             | основание: 21 сентября 2008 вхождение: 1 января 2012 | Грегор Фохт              | 120                     | 0,6 % (2017)               | 0,6 %                   | 0,5 %                       |
|                      | Тюрингия                      | основание: 6 марта 2004 вхождение: 30 июня 2013      | Гюнтер Бринкман          | ?                       | 01,7 % (2014)              | 1,6 %                   | 1,8 %                       |

## Результаты выборов
Результаты выборов с 2008:
| Год | Выборы в бундестаг | Выборы в ландтаг | Выборы в ландтаг | Выборы в ландтаг | Выборы в ландтаг | Выборы в ландтаг | Выборы в ландтаг | Выборы в ландтаг | Выборы в ландтаг | Выборы в ландтаг | Выборы в ландтаг | Выборы в ландтаг | Выборы в ландтаг | Выборы в ландтаг | Выборы в ландтаг | Выборы в ландтаг | Выборы в ландтаг | Выборы в Европарламент |
| Год | Выборы в бундестаг | BW               | BY               | BE               | BB               | HB               | HH               | HE               | MV               | NI               | NW               | RP               | SL               | SN               | ST               | SH               | TH               | Выборы в Европарламент |
| --- | ------------------ | ---------------- | ---------------- | ---------------- | ---------------- | ---------------- | ---------------- | ---------------- | ---------------- | ---------------- | ---------------- | ---------------- | ---------------- | ---------------- | ---------------- | ---------------- | ---------------- | ---------------------- |
| 2008 |                    |                  | 10,2             |                  |                  |                  | н/д              | 0,9              |                  | 0,5              |                  |                  |                  |                  |                  |                  |                  |                        |
| 2009 | н/д                |                  |                  |                  | н/д              |                  |                  | 1,6              |                  |                  |                  |                  | 0,8              | н/д              |                  | 1,0              | 3,9              | 1,7                    |
| 2010 |                    |                  |                  |                  |                  |                  |                  |                  |                  |                  | н/д              |                  |                  |                  |                  |                  |                  |                        |
| 2011 |                    | н/д              |                  | н/д              |                  | н/д              | 0,7              |                  | 1,1              |                  |                  | 2,3              |                  |                  | 2,8              |                  |                  |                        |
| 2012 |                    |                  |                  |                  |                  |                  |                  |                  |                  |                  | 0,2              |                  | 0,9              |                  |                  | 0,6              |                  |                        |
| 2013 | 1,0                |                  | 9,0              |                  |                  |                  |                  | 1,2              |                  | 1,1              |                  |                  |                  |                  |                  |                  |                  |                        |
| 2014 |                    |                  |                  |                  | н/д              |                  |                  |                  |                  |                  |                  |                  |                  | 1,6              |                  |                  | 1,7              | 1,5                    |
| 2015 |                    |                  |                  |                  |                  | н/д              | н/д              |                  |                  |                  |                  |                  |                  |                  |                  |                  |                  |                        |
| 2016 |                    | 0,1              |                  | н/д              |                  |                  |                  |                  | 0,6              |                  |                  | 2,2              |                  |                  | 2,2              |                  |                  |                        |
| 2017 | 1,0                |                  |                  |                  |                  |                  |                  |                  |                  | 0,4              | 0,4              |                  | 0,4              |                  |                  | 0,5              |                  |                        |
| 2018 |                    |                  | 11,6             |                  |                  |                  |                  | 3,0              |                  |                  |                  |                  |                  |                  |                  |                  |                  |                        |
| Легенда: н/д — нет данных; курсив — предшествующие организации; полужирный шрифт — лучший результат выборов; оранжевый — прошли в парламент; результаты выборов в процентах |                    |                  |                  |                  |                  |                  |                  |                  |                  |                  |                  |                  |                  |                  |                  |                  |                  |                        |